# Tizian
Tiziano Vecellio eller Tiziano Vecelli (Pieve di Cadore, født 1488 Venedig, død 27. august 1576) var en berømt italiensk maler. Blandt hans værker er blandt andet Venus fra Urbino fra 1538 og Tornekroningen fra omkring 1570.

## Galleri
- Venus fra Urbino, 1538
- Portræt af kardinal Pietro Bembo, ca. 1540
- Flåningen af Marsyas, ca. 1570-1576, Kroměříž Archdiocesan Museum
- Nymfe og hyrde, 1570 - 1575, Kunsthistorisk Museum Wien
- Venus og Adonis, Arte Antica, Rom